# Nachet
 (mai 2020).
Si vous disposez d'ouvrages ou d'articles de référence ou si vous connaissez des sites web de qualité traitant du thème abordé ici, merci de compléter l'article en donnant les références utiles à sa vérifiabilité et en les liant à la section « Notes et références ».
Nachet est un des plus anciens fabricants de microscopes. Français né  au XIXe siècle, il est encore en activité au début du XXIe siècle.

## Repères chronologiques
- 1833-1839 : Camille Sébastien Nachet (1799-1881) fait son apprentissage puis travaille dans l’atelier de Charles Chevalier.
- 1839 : C. S. Nachet ouvre son propre atelier à Paris en commençant par fournir des doublets achromatiques à divers fabricants de microscopes. En moins de vingt ans, Nachet devient à son tour l’un des grands fabricants européens de microscopes. L’enseigne « Nachet, opticien » changera plusieurs fois d’adresse au cours de cette période : rue de la Monnaie ; rue Boucher, 1 ; quai des Fleurs, 17 ; rue des Grands-Augustins, 1 ; rue Serpente, 16.
- Vers 1849-1854 : Jean Alfred (1831-1908), fils de C. S. Nachet, intègre la société, qui signe désormais ses instruments « Nachet et Fils », puis prend la succession. Il constituera parallèlement une remarquable collection de microscopes historiques.
- 1879 : Camille Sébastien Nachet et  Jules Chéron reçoivent le prix Barbier pour l'invention de l'ophtalmo-microscope (pour l'examen de la rétine)[2],[3].
- 1892 (peut-être avant) : La maison « Nachet et Fils » déménage au 17, rue Saint-Séverin dans le Ve arrondissement, adresse qu'elle conservera jusqu’au début des années 1960. Albert (né en 1863), petit-fils de Camille Sébastien Nachet, est associé à la société.
- 1896 : Alfred et Albert Nachet rachètent à Bézu, Hausser et Cie une célèbre maison parisienne d'optique fondée en 1830 par Georges Oberhaeuser (1798-1868).
- 1929 : Édition du catalogue de la Collection Nachet par Albert Nachet.
- 1964 : Intégration au groupe SOPELEM. Le siège de la société est transféré au 106, rue Chaptal à Levallois-Perret.
- 1978 : Accord de coopération technique et commerciale avec la société Vickers Ltd., fabricant de microscopes britannique.
- 1985 : Cession de Nachet au groupe Micro-Contrôle. Le siège de la société rejoint celui de Micro-Contrôle au 11, rue Jean-Mermoz à Évry.
- 1992 : Absorption de Micro-Contrôle par Newport qui ne conserve que la branche micro-déplacements du groupe. Nachet se restructure en société anonyme indépendante et se replie sur son usine de Dijon, 7, rue Ernest-Chaput.
- 2010 : Cessation d'activité de la société NACHET VISION ordonnée par le tribunal de commerce de Dijon le 4 mai 2010[4].